# Jomajil
Jomajil är en ort i Mexiko.   Den ligger i kommunen Tila och delstaten Chiapas, i den sydöstra delen av landet, 700 km öster om huvudstaden Mexico City. Jomajil ligger 664 meter över havet och antalet invånare är 212.
Terrängen runt Jomajil är bergig åt sydväst, men åt nordost är den kuperad. Runt Jomajil är det ganska tätbefolkat, med 111 invånare per kvadratkilometer. Närmaste större samhälle är Tila, 17,1 km sydost om Jomajil. I omgivningarna runt Jomajil växer i huvudsak städsegrön lövskog.